# Стэбайл, Ник
Ник Стэбайл (англ. Nick Stabile; род. 4 марта 1971, Колорадо) — американский актёр, известный по роли Марка Уолпера, лучшего друга главной героини в сериале «Любовь и тайны Сансет Бич», а также по фильму «Невеста Чаки».

## Биография
Ник Стэбайл родился 4 марта 1971 года в Колорадо, США. Поступил в Государственный университет в Колорадо, а почувствовав страсть к игре, в Национальную театральную консерваторию в Денвере.

После получения образования, Ник твердо знал, чем будет заниматься. Для реализации своей мечты пришлось переехать в Лос-Анджелес, поближе к голливудскому кинематографу. Кроме этого, он занимался спортом, благодаря чему получил хорошую спортивную подготовку, которая пригодилась и в выбранной профессии.

Первое время Ник соглашался на эпизодические роли в различных телесериалах. Пока наконец не получил серьёзную роль в «Сансет Бич», включив тем самым себя в основной постоянный актерский состав.

## Фильмография
| Год       |   | Русское название                  | Оригинальное название               | Роль            |
| --------- | - | --------------------------------- | ----------------------------------- | --------------- |
| 1995—1995 | с | Клиент                            | The Client                          | Алан Фишер      |
| 1996—1996 | с | Шаг за шагом                      | Step by Step                        | Дэнни           |
| 1997—1998 | с | Любовь и тайны Сансет Бич         | Sunset Beach                        | Марк Уолпер     |
| 1998      | ф | Невеста Чаки                      | Bride of Chucky                     | Джесси          |
| 1999—1999 | с | Бухта Доусона                     | Dawson's Creek                      | Колин Манчестер |
| 1999—1999 | с | Факультет                         | Undressed                           | Дэйв            |
| 1999—1999 | с | Зачарованные                      | Charmed                             | Оуэн Грант      |
| 2000      | ф | Leaving Peoria                    | Leaving Peoria                      | Роджер          |
| 2000      | ф | Подростки из прибрежного городка  | Beach Boys: An American Family, The | Деннис Уилсон   |
| 2001—2001 | с | Лучшие                            | Popular                             | Джейми Роф      |
| 2002      | ф | Санта младший                     | Santa, Jr.                          | Крис            |
| 2002      | ф | Нэнси Дрю                         | Nancy Drew                          | Нед Никерсон    |
| 2003      | ф | Тень во мраке                     | Descendant                          | Джон Бернс      |
| 2004—2004 | с | Половинка и половинка             | Half & Half                         | Ник             |
| 2004—2004 | с | Страсти                           | Passions                            | Фокс Крейн      |
| 2006—2006 | с | C.S.I.: Место преступления Майами | CSI: Miami                          | Дайман Слоун    |
| 2007—2007 | с | Грешники и святые                 | Saints & Sinners                    | Gabe Capshaw    |
| 2008—2008 | с | Без следа                         | Without a Trace                     | Брюс Мейер      |
| 2009—2009 | с | Спасите Грейс                     | Saving Grace                        | Аарон Зейтон    |
| 2009—2009 | с | Дни нашей жизни                   | Days of Our Lives                   | Дин Хартман     |

## Интересные факты
- Прежде чем получить роль в «Сансет Бич», Ник был одним из кандидатов на роль Николаса Кассадина в сериале «Главный госпиталь», которая в итоге досталась Тайлеру Кристоферу
- Принимал участие в рекламе женской туалетной воды
- На кинофестивале Sun Valley в 2000 году был отмечен наградой «Многообещающий молодой актер» за короткометражный фильм «Leaving Peoria»
- В 2005 году перебрался в западную часть Голливуда
- В 2006 году женился на актрисе Тришии Смол
- В «Сансет Бич» играл персонажа Марка Уолпера 156 эпизодов. Покинув его в 1998 году, получил роль в фильме ужасов «Невеста Чаки»